# Vuistbijl

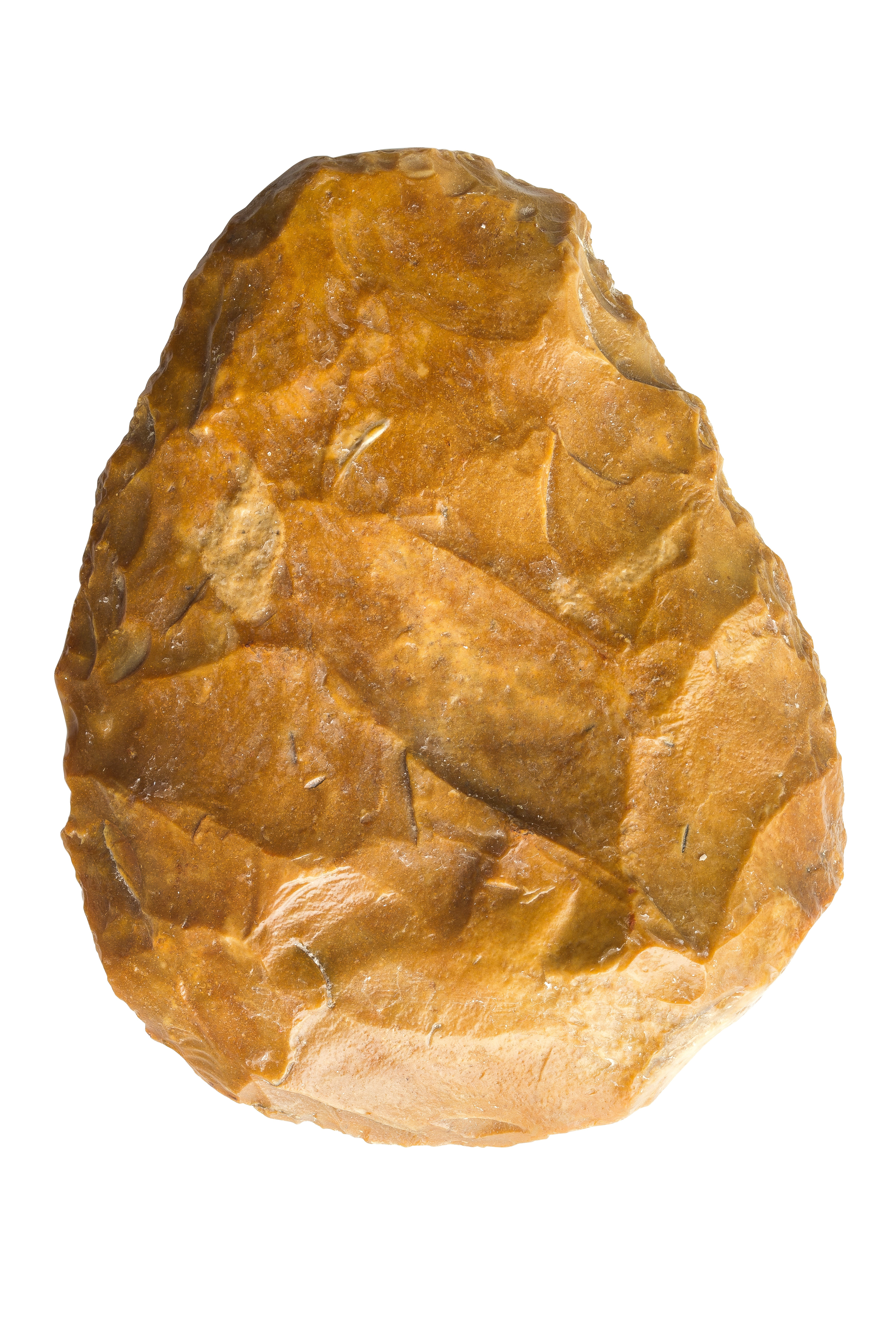
Middenpaleolithische vuurstenen vuistbijl gevonden in Meeuwen, Gallo-Romeins Museum (Tongeren)

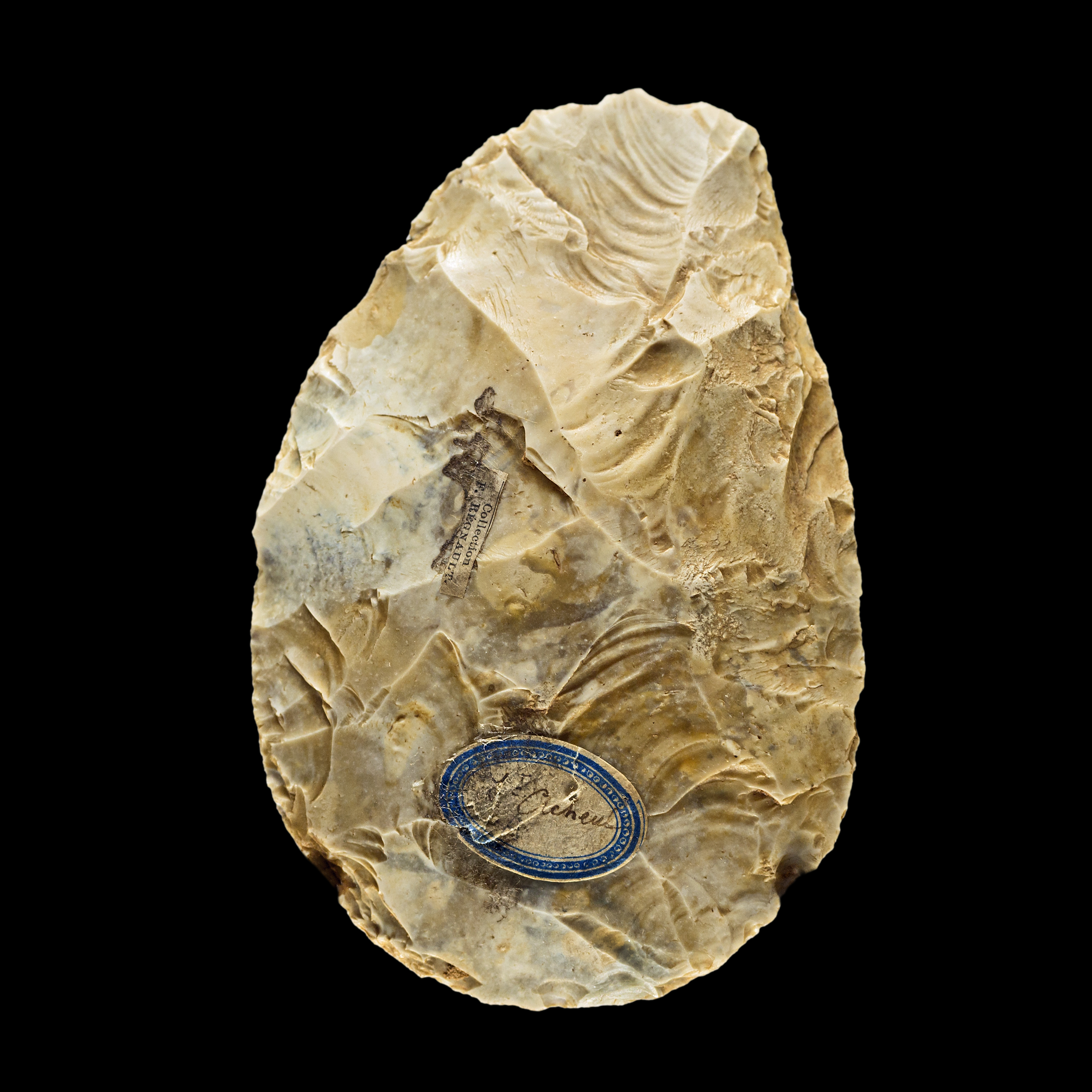
Acheuléen-vuistbijl uit Saint-Acheul in Frankrijk

Een vuistbijl is een kerngereedschap uit het vroegpaleolithicum. Het is het meest typische stenen werktuig van de Acheuleaancultuur. Dat is eigenlijk geen echte cultuur, maar eerder een wijdverspreide methode om stenen werktuigen te maken. De Acheuleaantechniek werd voor het eerst toegepast door Homo ergaster/erectus in Afrika, verdergezet door Homo heidelbergensis en vervolgens door neanderthalers en vroege moderne mensen.   
De oudst gekende Acheuleaanwerktuigen uit West Turkana (Kenia) in Afrika zijn 1.760.000 jaar oud en vanaf ongeveer 1.000.000 jaar geleden verspreidde de techniek zich naar Europa en Azië. In Noordwest-Europa komen ze voor vanaf de komst van de eerste Homo heidelbergensis rond 500.000 jaar geleden. Vanaf het begin van het middenpaleolithicum, omstreeks 300.000/250.000 jaar geleden, schakelde de mens in Europa geleidelijk aan over op het gebruik van kernvoorbereidingstechnieken (o.a. de Levalloistechniek) om vuurstenen werktuigen te maken. Vuistbijlen bleven in Europa wel nog gedurende het hele middenpaleolithicum gebruikt worden door de neanderthalers.

## Vindplaatsen
Ze komen alleen voor in Afrika, Europa, het westen van Eurazië, India en het westen van China. Verder naar het oosten werden ze niet gebruikt. Deze begrenzing wordt de Moviuslijn genoemd.

## Materiaal
Vuistbijlen kunnen in een kwartier tijd uit vuursteen gehakt worden. Ook ryoliet, kwartsiet en fonoliet werd ervoor gebruikt, maar het makkelijk versplinterende obsidiaan niet. Ze zijn afgeplat, hebben meestal een scherpe rand rondom en de scherpe rand is altijd aan twee zijden bewerkt.
Klassieke vuistbijlen zijn druppelvormig, met een spitse top en een afgeronde basis. Meer rechthoekige vuistbijlen met een recht snijvlak in plaats van een punt worden cleavers genoemd.

## Gebruik
Vuistbijlen waren multifunctioneel. Ze konden gebruikt worden voor verschillende doeleinden, waaronder het villen, uitbenen en versnijden van gedode jachtdieren, het opgraven van eetbare wortels en knollen of het bewerken van hout.

## Nederland
Uit Nederland zijn weinig vondsten van vuistbijlen bekend. Ze worden vooral aangetroffen op de hoger plekken zoals in Zuid-Limburg bij Maastricht en Rijckholt en op de stuwwal bij Rhenen.
Een uitzonderlijke vondst is de bijl die de Friese amateurarcheoloog Hein van der Vliet in augustus 1939 aantrof bij het huidige Wijnjewoude. Deze vuistbijl van Wijnjeterp is door wetenschappers pas in 1949 als zodanig erkend. Met dit werktuig wordt aangetoond dat Noord-Nederland al voor de laatste ijstijd bewoond was.

## België

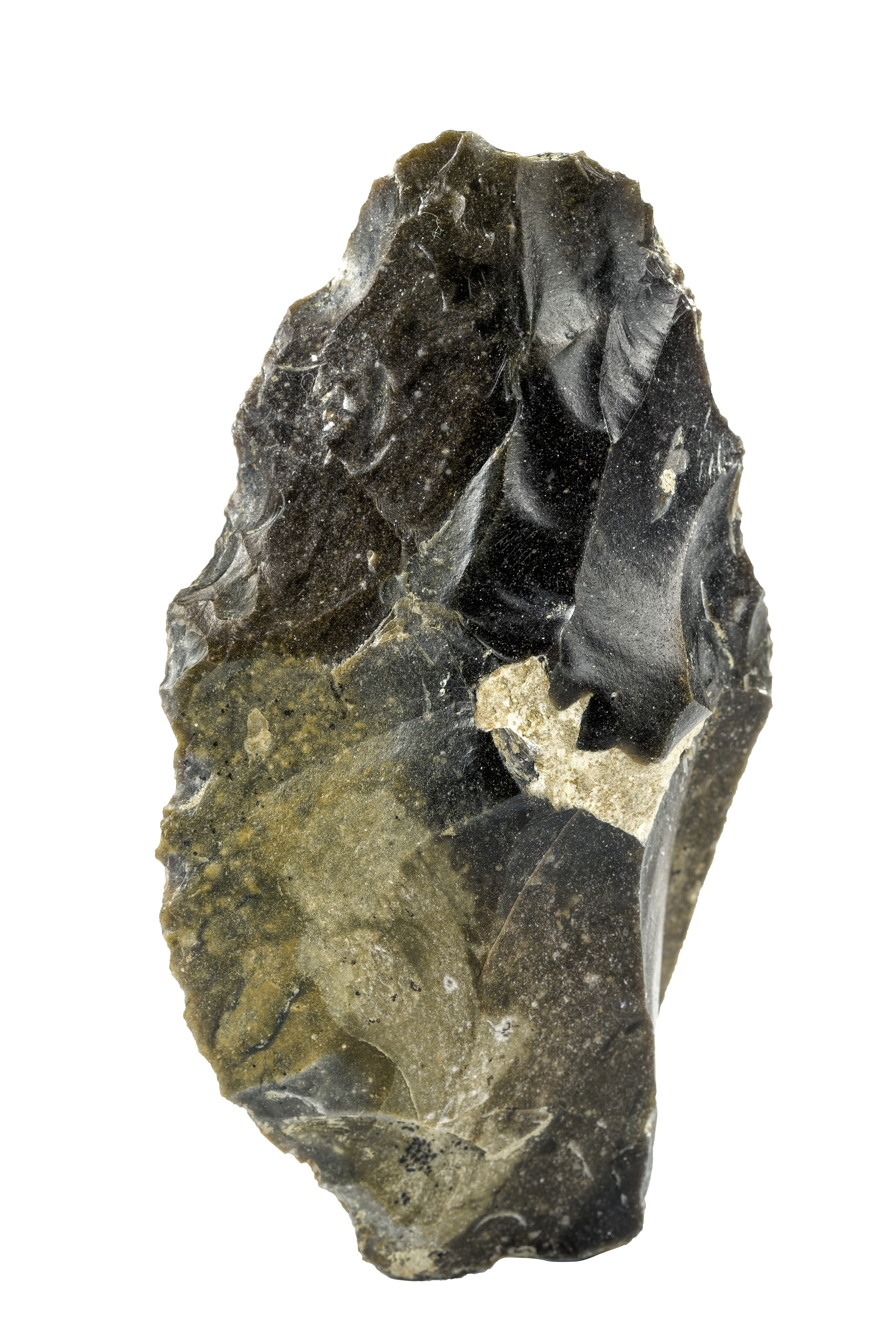
Atypische vroegpaleolithische vuurstenen vuistbijl, 500.000 tot 390.000 jaar oud, opgegraven in Kesselt Op de Schans, collectie van de KU Leuven, Gallo-Romeins Museum (Tongeren)

De vuurstenen vuistbijl die opgegraven werd op de vroegpaleolithische Acheuleaansite te Kesselt Op de Schans is 500.000 tot 390.000 jaar oud. Daarmee is het waarschijnlijk de oudste vuistbijl en mogelijk zelfs het oudste werktuig van de Benelux. Het werd ongetwijfeld vervaardigd door een van de eerste Homo heidelbergensis-groepen in de regio. Vanaf het middenpaleolithicum loopt het gebruik van vuistbijlen terug ten nadele van werktuigen gemaakt door middel van de Levalloistechniek. De meeste vuistbijlen in België werden nochtans door neanderthalers gemaakt in het middenpaleolithicum. De verklaring daarvoor is dat er vanaf die tijd in Noordwest-Europa veel meer mensen leefden dan voorheen, zodat het lijkt alsof vuistbijlen populairder werden.